# Калинівський експериментальний завод деревинних матеріалів
Калинівський експериментальний завод деревинних матеріалів — промислове підприємство в місті Калинівка, Вінницька область, Україна.

## Історія
Калинівський експериментальний завод деревинних матеріалів побудований під час восьмої п'ятирічного план щодо розвитку національної економіки СРСР і введений в експлуатацію в листопаді 1967 року.
За радянських часів завод входив до числа найбільших підприємств міста.
Після проголошення незалежності України, в липні 1993 року державне підприємство було приватизовано колективом підприємства і перетворено в колективне підприємство, а пізніше — реорганізовано в товариство з обмеженою відповідальністю.
Економічна криза у 2008 році ускладнила становище підприємства. У 2008 році Калинівський експериментальний завод деревинних матеріалів виробив продукції на суму 53,65 млн гривень (скоротивши виробництво, в порівнянні цін, на 13,78 %, або на 8,574 млн гривень порівняно з 2007 роком), в 2009 році — скоротив виробництво на 81,23 % в порівнянні з 2008 роком.
Станом на початок 2013 року завод залишався одним з найбільших підприємств міста.

## Сучасний стан
Основною продукцією підприємства є деревинно-стружкові плити, також освоєно виробництво паркету. Виробничі потужності заводу забезпечують можливість виробництва понад 90 тисяч м³ в рік деревостружкових плит товщиною від 16 до 28 мм з необробленою, шліфованою або ламінованою поверхнею.